# У моря, где мы играли
«У моря, где мы играли» — советский короткометражный художественный фильм режиссёра Владимира Македонского, снятый в 1967 году на Одесской киностудии по сценарию Аллы Ахундовой.
Премьера фильма состоялась 17 марта 1968 года.

## Сюжет
Один из судейских парней, Серов, получает бутсы в подарок от лагерных шефов за его усердную и честную работу на матче волейбола на берегу моря между двумя пионерскими лагерями. Однако никто не знает, что у Серова нет ног. В результате этого жеста поощрения становится ясно, что каждый человек должен иметь возможность жить полной жизнью, вне зависимости от физических ограничений.

## В ролях
- Игорь Пушаков — судья Серов
- Саша Кавалеров — капитан команды
- Марина Ярычевская — Козявка
- Азер Курбанов — Мамед
- Е. Ермолова
- А. Николаев
- Виктор Исаев
- Л. Ободовский

## Съёмочная группа
- Автор сценария: Алла Ахундова
- Режиссёр-постановщик: Владимир Македонский
- Оператор: Александр Полынников
- Художник: Муза Панаева
- Композитор: Станислав Пожлаков
- Звукооператор: Т. Колесников
- Режиссёр: Анатолий Мокацян
- Монтажёр: Татьяна Рымарева
- Редактор: В. Березинский
- Директор картины: К. Забашта